# هوهانس ملیک-پاشایف
هُوْهانِس نرسسی ملیک-پاشایف (ملیک-پاشایان) (ارمنی: Հովհաննես Ներսեսի Մելիք-Փաշաև؛ انگلیسی: Hovhannes Melik-Pashaev؛ زاده ۱ مهٔ ۱۸۸۹ - درگذشته ۱۰ اکتبر ۱۹۳۵) مهندس انرژی اهل ارمنستان بود.

## زندگی‌نامه
وی در ۱۳ مه [سبک قدیمی: ۱ مه] ۱۸۸۹ در شوشی به دنیا آمد و از انستیتو پلی‌تکنیک سن پترزبورگ (۱۹۱۳) فارغ‌التحصیل شد. نرسس ملیک-پاشایف پسر وی بود. وی همچنین برندهٔ جوایزی همچون نشان پرچم سرخ کار شد. وی در ۱۰ اکتبر ۱۹۳۵ در سن ۴۶ سالگی در لنینگراد درگذشت.

## یادداشت
1. ↑  Սանկտ Պետերբուրգի պոլիտեխնիկական ինստիտուտ